# Manjabálago y Ortigosa de Rioalmar
Manjabálago y Ortigosa de Rioalmar és un municipi de la província d'Àvila a la comunitat autònoma de Castella i Lleó.

## Demografia
| 1991 | 1996 | 2001 | 2004 |
| ---- | ---- | ---- | ---- |
| 82   | 78   | 66   | 56   |